# Знаменский сельсовет (Егорьевский район)
Знаменский сельсовет — упразднённая административно-территориальная единица, существовавшая на территории Московской губернии и Московской области до 1939 года.
Знаменский сельсовет был образован в первые годы советской власти. По данным 1923 года он входил в состав Поминовской волости Егорьевского уезда Московской губернии.
По данным 1926 года сельсовет включал село Знаменское, деревню Василенцево, а также 4 лесных сторожки.
В 1929 году Знаменский с/с был отнесён к Шатурскому району Орехово-Зуевского округа Московской области.
10 июля 1933 года в связи с ликвидацией Шатурского района Знаменский с/с был передан в Егорьевский район.
17 июля 1939 года Знаменский с/с был упразднён. При этом его территория (селение Знаменская) была передана в Коробятский сельсовет.